# El universo elegante
El universo elegante es un libro de divulgación científica, publicado en 1999 y escrito por Brian Greene, en el cual el autor describe los últimos avances en la investigación sobre la teoría de cuerdas.